# 33人の東方人

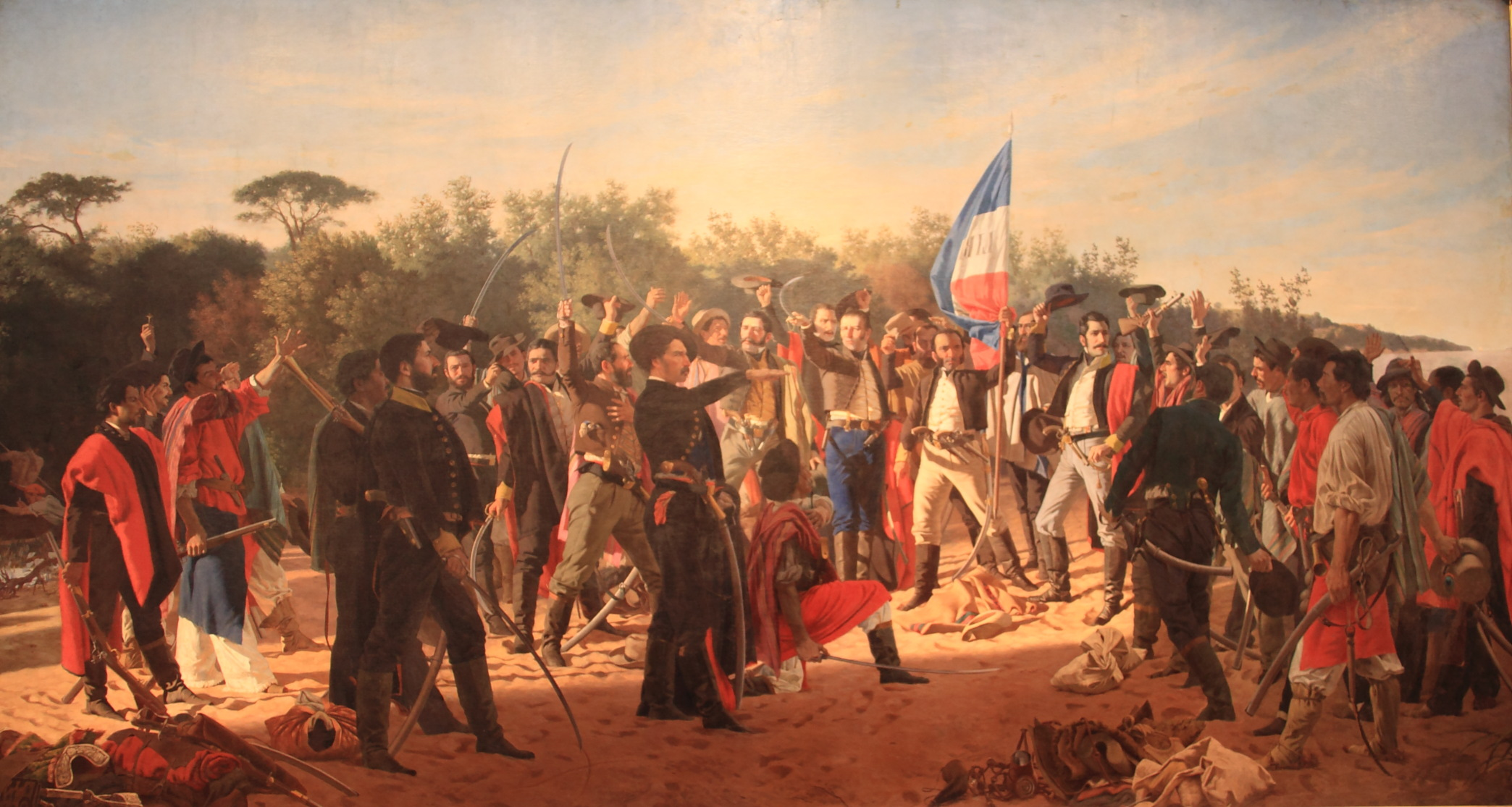
フアン・マヌエル・ブラネスによる33人の東方人の誓い

33人の東方人（Los Treinta y Tres Orientales）とは、フアン・アントニオ・ラバジェハ将軍に率いられたウルグアイ人の一団である。東方とはウルグアイ川の東方、つまりバンダ・オリエンタル、東方州を意味する。
ホセ・ヘルバシオ・アルティーガスの副官だったラバジェハ将軍はブラジル帝国に占領された祖国を解放するためにブエノスアイレスで雌伏し、1825年、シスプラチナ州と改称されていたバンダ・オリエンタルに上陸し「自由か死か」と書かれた33人の東方人の旗を掲げてブラジル相手に二度目の独立戦争を開始した。このようにして戦ったウルグアイ人の中にはホアキン・アルティガスやディオニシオ・オリーベのようなアフリカ系ウルグアイ人もいた。
1828年モンテビデオ条約によりウルグアイの独立が決まった。このことはブラジル皇帝ドン・ペドロI世の失脚の原因の一つともなった。
現在はウルグアイ東部のトレインタ・イ・トレス県に名を残している。また、彼らが掲げていた33人の東方人の旗は、今もなお、ウルグアイでは国旗に準じる扱いを受けている。